# 腺花香茶菜
腺花香茶菜（学名：Isodon adenanthus），为唇形科香茶菜属下的一个植物种。俗名：水龙胆草、食疙瘩、铁石元、大钮子七、路边金。